# 陈俊林 (摄影师)
陈俊林，湖南衡阳人，摄影家，中国民俗摄影协会博学会士，湖南省艺术摄影学会会员，湖南省高校摄影学会理事，衡阳市艺术摄影协会主席，南华大学摄影客座教授，乐途旅游网专栏作家，今日头条认证优质作者，青云计划获奖者。

## 生平
学生时代便培养摄影爱好，工作之余亦活跃在poco等摄影论坛，担任论坛版主、组织摄影采风外拍活动。后成为自由摄影师，作品入选荷兰5地巡回国际摄影展、保加利亚索非亚国际数码摄影展、上海国际摄影艺术展览等国内外摄影展。在南华大学担任摄影客座教授，在校开展摄影讲座，指导照片征集活动。

## 获得荣誉
- 2006年  全国纪实十强
- 2012年  第8届荷兰5地巡回国际摄影展  《尘世如潮》等7件作品入选
- 2012年  第二届台湾国际摄影沙龙  《同步》入选
- 2012年  32届法国马耶特国际摄影展  《经幡下》、《雪域女神》入选
- 2012年  7届乌克兰“关爱妇女”数码国际摄影展 《维族妇女》、《窗外》入选
- 2012年  第21届奥地利超级摄影巡回展  《接亲》等3件作品入选
- 2012年  2012国际摄影节暨上海第十一届国际摄影艺术展览  《城市记忆》等3件作品入选[3]。
- 2015年  第六届保加利亚索非亚国际数码摄影展  《在雨中》  人体组FIAP金牌[7]

- 2016年  第十七届湖南省摄影艺术展览  优秀奖  《室内空间-瓦岛湖之旅》 [8]